# 2-Hydroxy-1,4-naphthochinon
2-Hydroxy-1,4-naphthochinon ist eine chemische Verbindung aus der Gruppe der Ketone und Naphthole. Es ist isomer zu Juglon, dem Farbstoff des Walnussbaums.

## Vorkommen

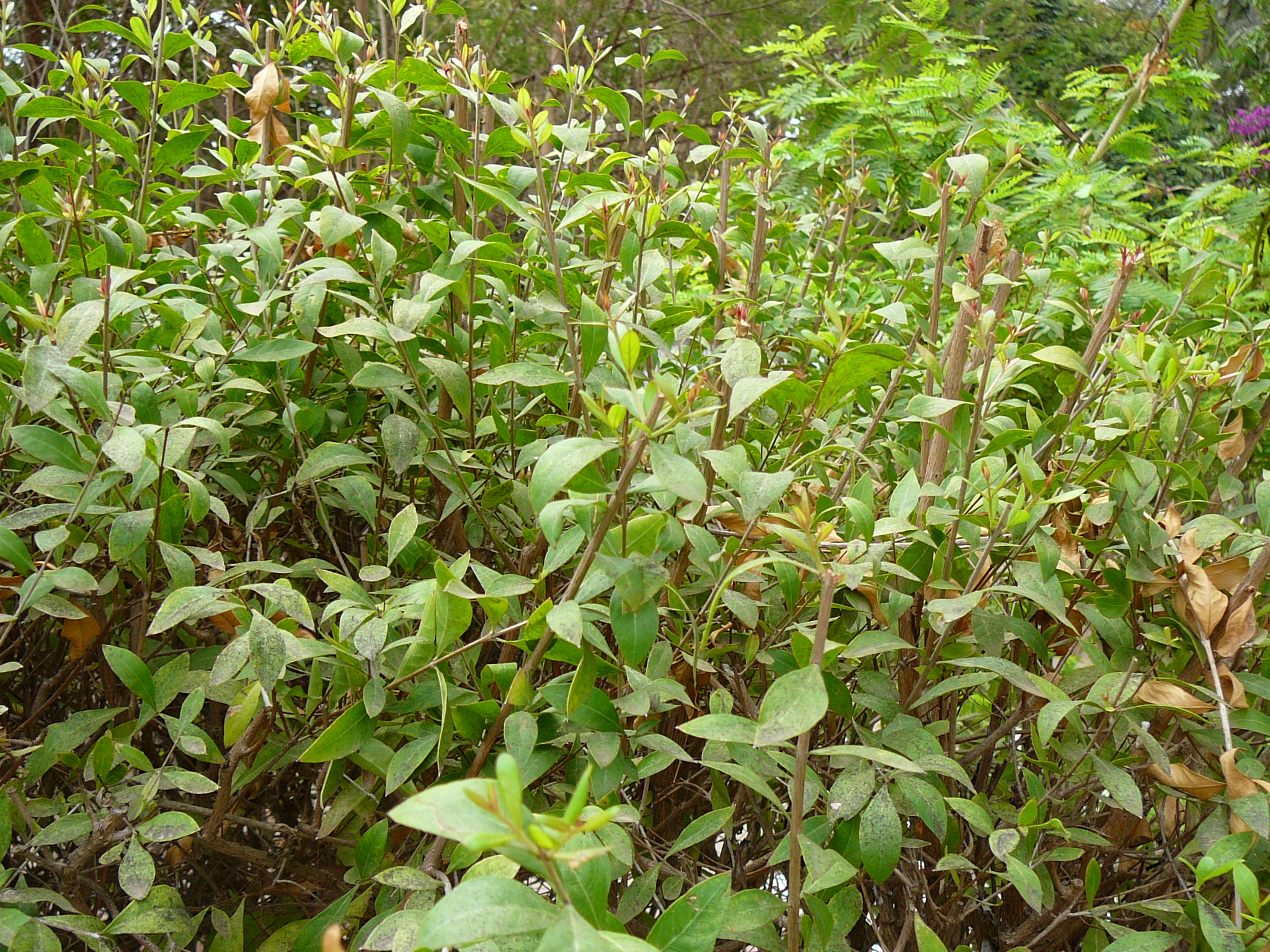
Junge Zweige des Hennastrauches (Lawsonia inermis).

2-Hydroxy-1,4-naphthochinon kommt natürlich in einer Konzentration von ein bis zwei Prozent in den Blättern des Hennastrauches, aber auch anderen Lawsonia- und Impatiens-Arten vor.

## Gewinnung und Darstellung
2-Hydroxy-1,4-naphthochinon kann durch Reaktion von Ninhydrin mit Thionylchlorid, Diazomethan und anschließende alkalische Verseifung gewonnen werden.

## Eigenschaften
2-Hydroxy-1,4-naphthochinon ist ein gelber geruchloser kristalliner brennbarer Feststoff, der schwer löslich in Wasser ist. Er zersetzt sich bei Erhitzung über 195–196 °C.

## Verwendung
2-Hydroxy-1,4-naphthochinon wird (da er der Hauptbestandteil von Henna ist) als Farbstoff verwendet.

## Sicherheitshinweise
Die mit der Verbindung durchgeführten Mutagenitätsprüfungen hatten negative, teils aber auch positive Ergebnisse. Nach kritischer Betrachtung und unter Berücksichtigung neuerer Testergebnisse kam das Bundesinstitut für Risikobewertung 2003 aber zu dem Schluss, dass für den Menschen kein Risiko einer erbgutschädigenden Wirkung besteht. In einer aktuelleren Bewertung des Scientific Committee on Consumer Safety der Europäischen Kommission wird eine Menge von maximal 1,4 % Lawson in Henna-Haarfärbemitteln als unbedenklich angesehen. Für allergische Hautreaktionen, die sich kurz nach Aufbringen von Henna-Tattoos zeigen, gilt als wahrscheinlich, dass sie meist durch zur Farbvertiefung zugesetztes p-Phenylendiamin („schwarzes Henna“) verursacht werden. Einige Tests deuten auf ein nicht vernachlässigbares toxisches Potential bei wiederholter oraler Exposition hin.